# Ювенільний ревматоїдний артрит
Ювені́льний ревмато́їдний артри́т (ЮРА) — системне запальне захворювання сполучної тканини з переважною локалізацією процесу в опорно-руховому апараті, в основі якого лежить дисфункція імунної системи, виражена аутоагресія, що веде до розвитку патологічних імунних реакцій. Початок захворювання до 16 років.